# Ефект на Джаул – Ленц
Ефектът на Джаул – Ленц (известен също като закон на Джаул – Ленц, както и като нагряването на Джаул в западни източници) е процес, при който при преминаване на електрически ток през проводник се освобождава топлина. За първи път явлението било изследвано от Джеймс Джаул през 1841 г. Джаул потопил проводник във вода и измерил покачването на температурата му за 30 минути. Променяйки тока и дължината на проводника, той заключил, че произведената топлина е равна на електрическото съпротивление, умножено по квадрата на тока. Тази зависимост е известна като първи закон на Джаул. Явлението е открито повторно (и независимо от Джаул) през 1842 г. от руския физик Хайнрих Ленц. SI единицата за енергия впоследствие била наречена джаул (J). Общоизвестната единица за мощност ват (W) е равна на 1 джаул за секунда.
Топлинното въздействие на тока се характеризира с количеството топлина, отделена в даден проводник, по който тече ток. То е равно на произведението от квадрата на тока, съпротивлението на проводника и времето за протичане на тока (закон на Джаул – Ленц):
{\displaystyle Q=I^{2}\cdot R\cdot t}
Днес е добре известно, че ефектът на Джаул – Ленц се предизвиква от взаимодействието между движещите се частици (обикновено, но не винаги) – електроните и йоните от състава на даден проводник (материал). Заредените частици в един електрически проводник се ускоряват от електрическото поле, като отдават част от своята кинетична енергия всеки път, когато се сблъскат по пътя си с йон. Отдаването на тази кинетична енергия се определя като повишаване на температурата на проводника.
Нагряването вследствие ефекта на Джаул – Ленц се нарича още омическо или съпротивително нагряване заради връзката му със закона на Ом. Този ефект е основа за многобройни практически приложения, свързани с електрическото нагряване. Когато обаче нагряването в проводника е нежелан ефект (в трансформатор например), разсейването на топлина в проводника се нарича активни загуби. Тези активни загуби се компенсират в електропреносните мрежи, като се използват високи напрежения, за да се намалят относително протичащите през тях токове.
|  | Тази страница частично или изцяло представлява превод на страницата Joule heating в Уикипедия на английски. Оригиналният текст, както и този превод, са защитени от Лиценза „Криейтив Комънс – Признание – Споделяне на споделеното“, а за съдържание, създадено преди юни 2009 година – от Лиценза за свободна документация на ГНУ. Прегледайте историята на редакциите на оригиналната страница, както и на преводната страница, за да видите списъка на съавторите. ВАЖНО: Този шаблон се отнася единствено до авторските права върху съдържанието на статията. Добавянето му не отменя изискването да се посочват конкретни източници на твърденията, които да бъдат благонадеждни. |

[[Категория:]]